# Euphorbia taluticola
Euphorbia taluticola är en törelväxtart som beskrevs av Ira Loren Wiggins. Euphorbia taluticola ingår i släktet törlar, och familjen törelväxter. Inga underarter finns listade i Catalogue of Life.